# Chutes Fulmer
Pour les articles homonymes, voir Fulmer.
Les chutes Fulmer sont des chutes d’eau dans le Parc récréatif pour enfants George Washington des monts Pocono, en Pennsylvanie (États-Unis). Elles sont situées en aval des chutes Factory et en amont des chutes Deer Leap. Avec 16,8 mètres de haut, ce sont les plus grosses de ces trois cascades.

## Galerie

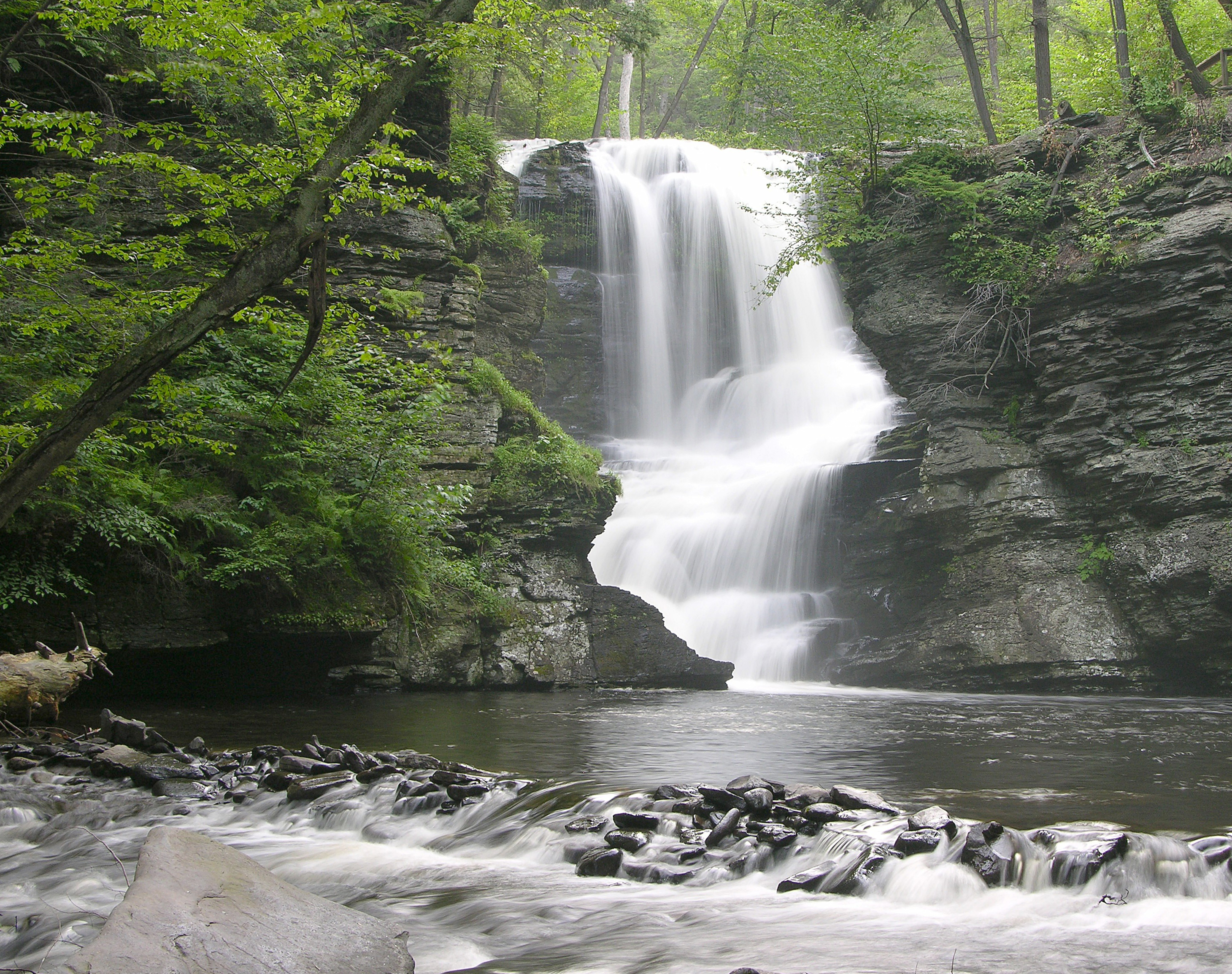
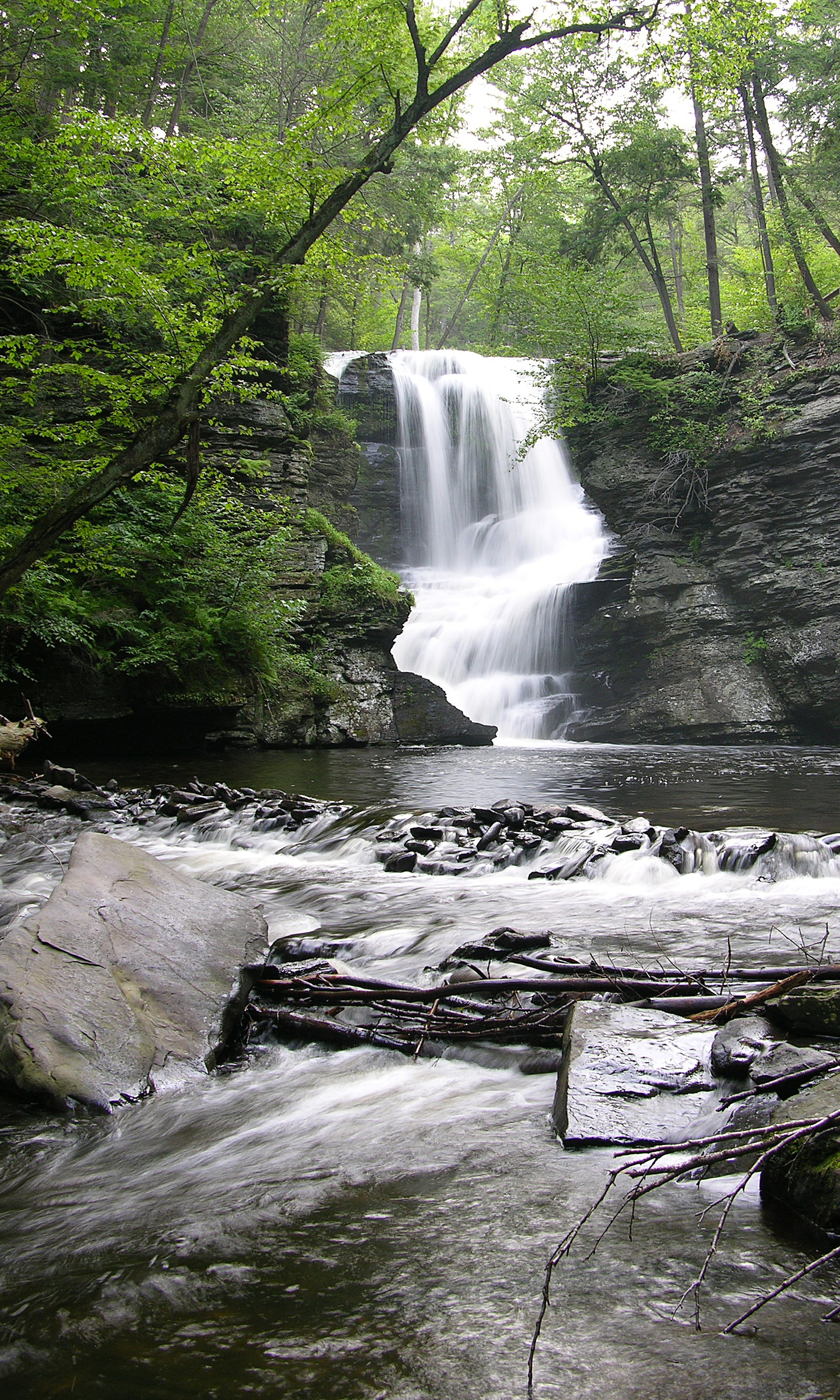
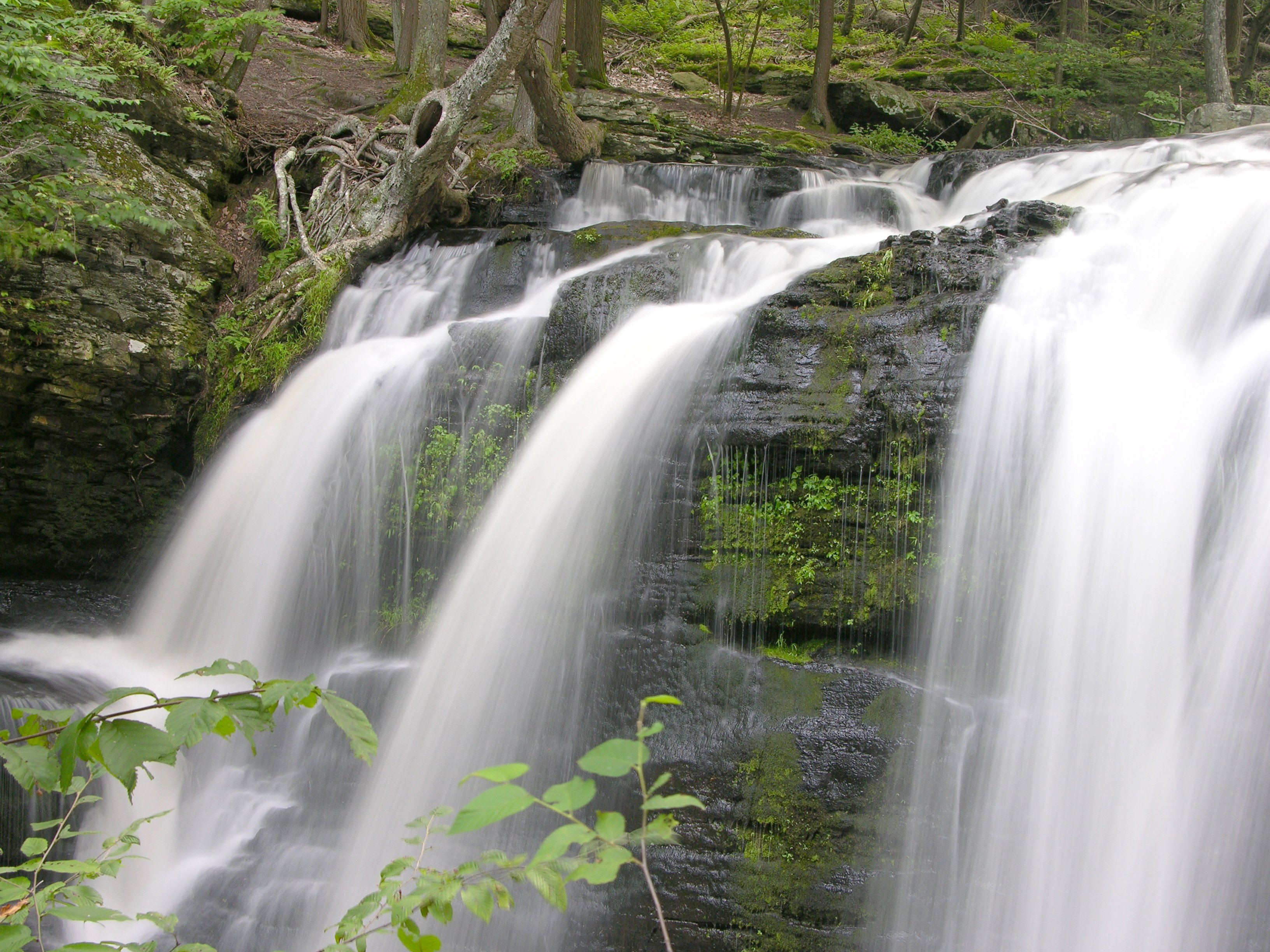
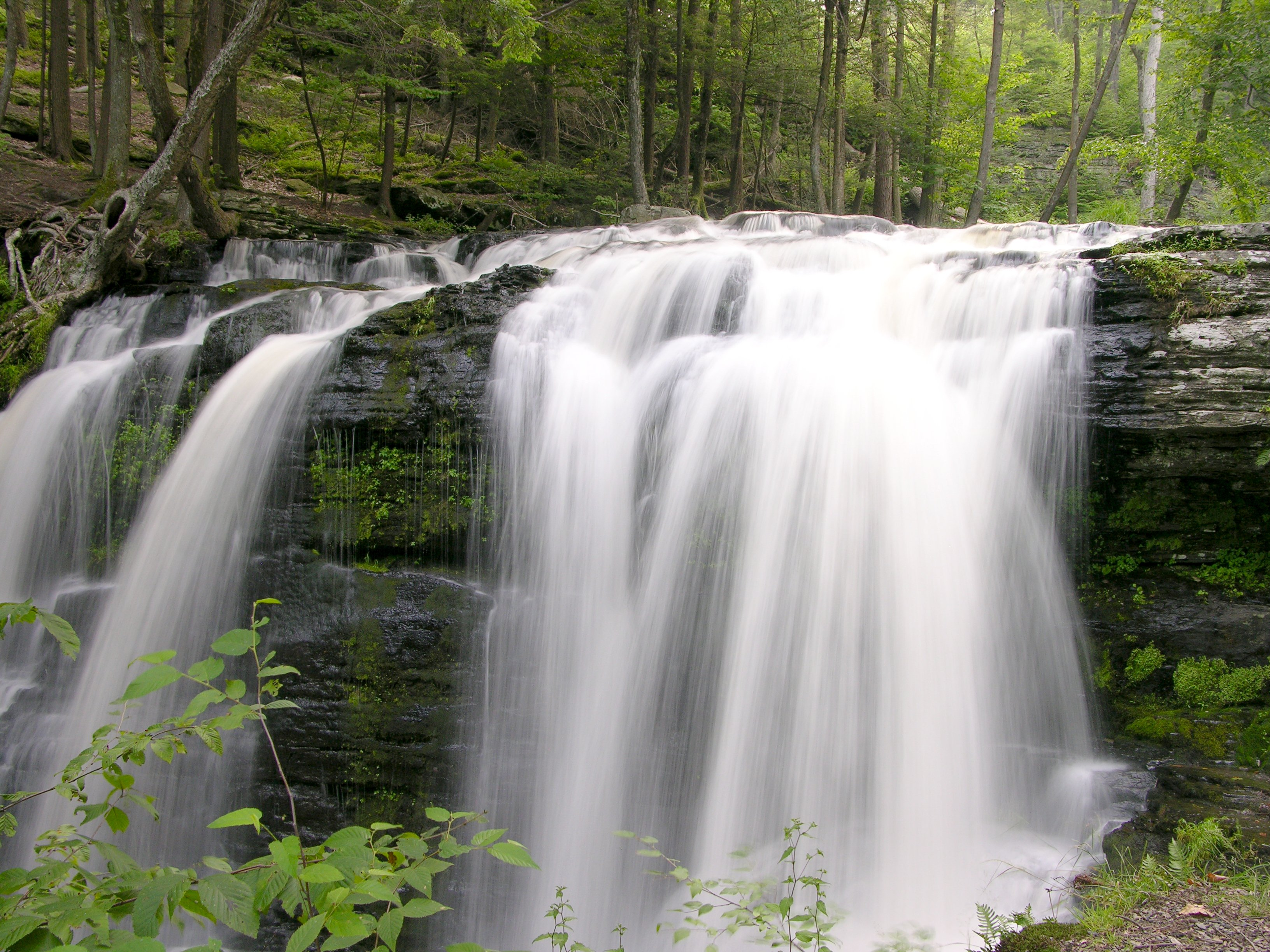

## Référence
- Brown, Scott E., Pennsylvania Waterfalls : A Guide For Hikers & Photographers, Mechanicsburg, PA, Stackpole Books, 2004 (ISBN 0-8117-3184-7)